# Старая ратуша (Эрланген)
Старая ратуша Эрлангена (нем. Altstädter Rathaus Erlangen) — бывшее административное здание на площади Мартина Лютера в городе Эрланген, построенное в 1740 году. В трехэтажной старой ратуше с мансардной крышей, возведённой из песчаника и украшенной лепниной Мартина Грассера (1739), сегодня располагается Городской музей Эрлангена. Является памятником архитектуры.